# Gricourt
Gricourt ist eine französische Gemeinde mit 1.000 Einwohnern (Stand: 1. Januar 2022) im Département Aisne in der Region Hauts-de-France; sie gehört zum Arrondissement Saint-Quentin und zum Kanton Saint-Quentin-1.

## Geografie
Die Gemeinde Gricourt liegt etwa fünf Kilometer nordwestlich von Saint-Quentin. Durch die Gemeinde führt die Autoroute A26. in der östlichen Hälfte der Gemeinde stehen vier Windkraftanlagen als Teil eines interkommunalen Windparks. Nachbargemeinden von Gricourt sind Pontru im Nordwesten und Norden, Pontruet im Norden, Lehaucourt im Nordosten und Osten, Fayet im Südosten und Süden, Francilly-Selency im Süden, Holnon im Südwesten sowie Maissemy im Westen.

## Bevölkerungsentwicklung
| Jahr                       | 1962 | 1968 | 1975 | 1982 | 1990 | 1999 | 2006 | 2014 | 2022 |
| Einwohner                  | 439  | 397  | 669  | 651  | 761  | 739  | 845  | 989  | 1000 |
| Quellen: Cassini und INSEE |      |      |      |      |      |      |      |      |      |

## Sehenswürdigkeiten

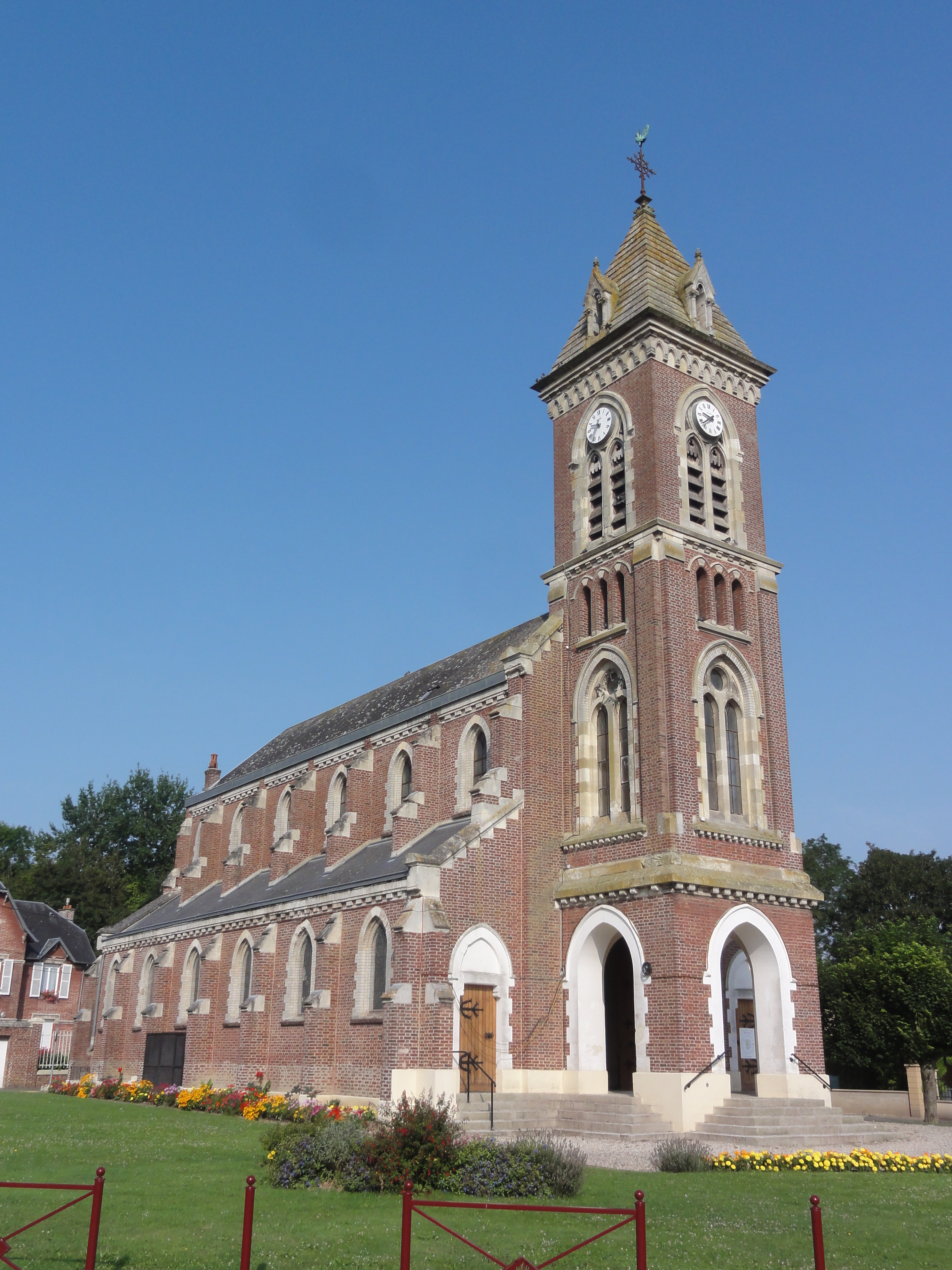
Kirche Saint-Rémi
- Schloss Fresnoy-le-Petit
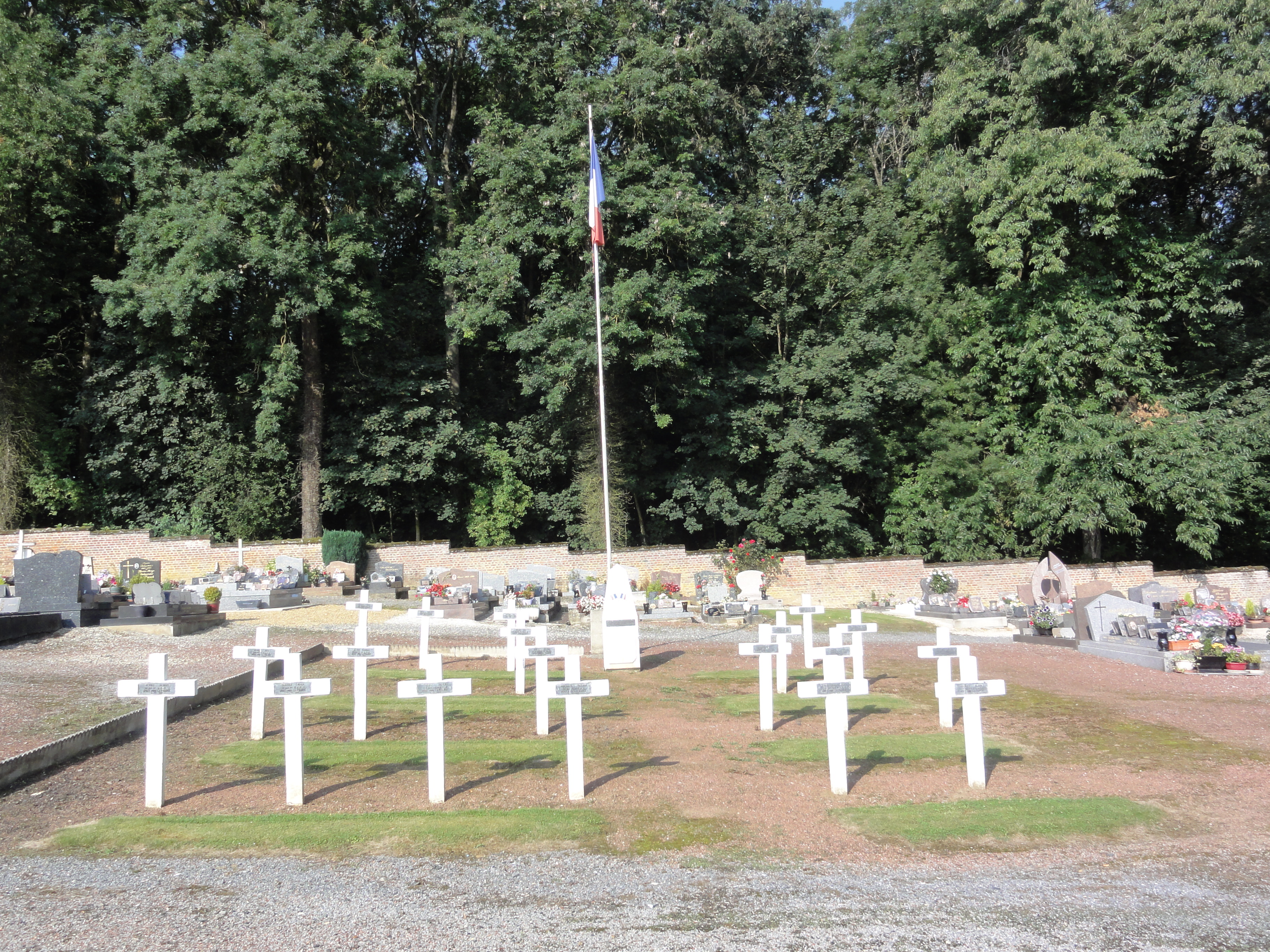
Soldatenfriedhof

- Kirche Saint-Rémi
- Soldatenfriedhof